# Сергій III (герцог Амальфійський)
Сергій III, герцог Амальфійський (1007–1028) — син герцога Амальфійського Іоанна II. 
Сергій III призначив свого сина Іоанна співправителем, проте у 1028 його дружина Марія, що була дочкою князя Беневентського Пандульфа II, змістила їх обох на користь молодшого сина Мансо III.
Сергій III разом з сином Іоанном утекли до Константинополя.